# 20e étape du Tour d'Espagne 2024
Pour un article plus général, voir Tour d'Espagne 2024.
La 20e étape du Tour d'Espagne 2024 se déroule le samedi 7 septembre 2024 entre Villarcayo et le Picón Blanco en Castille-et-León, sur une distance de 171 km.

## Parcours
La dernière étape en ligne peut sans doute être considérée comme l'étape reine de la Vuelta 2024. Les coureurs gravissent sept cols répertoriés dont trois sont classés en 1re catégorie. Les deux dernières ascensions, classées en 1re catégorie, sont le Puerto de los Tornos franchi à 25 kilomètres de l'arrivée puis la montée finale du Picón Blanco  à l'altitude de 1 518 m à partir du village d'Espinosa de los Monteros (7,5 km avec une pente moyenne de 10 %).

## Déroulement de la course
Dès la première des sept ascensions de la journée, dix coureurs font la course : Marc Soler et Jay Vine (UAE Team Emirates),  Harold Tejada et Pablo Castrillo (Kern Pharma), Clément Berthet (Decathlon AG2R La Mondiale), Marco Frigo (Israel Premier Tech), Sylvain Moniquet (Lotto Dstny), Carlos Canal (Movistar), Jack Haig (Bahrain Victorious) et Thomas Champion (Cofidis). L'écart atteint 6 minutes au km 55 mais les attaquants sont repris dans la sixième ascension de la journée, le Puerto de los Tornos. Dans cette ascension, le Français Pavel Sivakov (UAE Team Emirates) attaque à 4,5 km du sommet alors qu'il reste 30 kilomètres à parcourir.
Sivakov entame l'ascension finale du Picón Blanco avec une petite minute d'avance sur le groupe maillot rouge. À un peu moins de 5 kilomètres du sommet, l'Irlandais Eddie Dunbar (Jayco AlUla) sort du groupe maillot rouge encore constitué d'une dizaine d'unités puis rejoint et dépasse Sivakov 1 500 m plus loin. Le Français David Gaudu (Groupama FDJ) se lance à la poursuite de Dunbar, revient à trois secondes de l'Irlandais à deux kilomètres du terme mais ne peut faire la jonction. Eddie Dunbar résiste au retour du groupe des favoris et gagne sa seconde étape sur la Vuelta 2024.

## Résultats

### Classement de l'étape
| \| Classement de l'étape \| Classement de l'étape \| Classement de l'étape \| Classement de l'étape \| Classement de l'étape \| \| Coureur \| Coureur \| Pays \| Équipe \| Temps \| \| --------------------- \| --------------------- \| --------------------- \| -------------------------- \| --------------------- \| \| 1er \| Eddie Dunbar \| Irlande \| Team Jayco AlUla \| 4 h 38 min 37 s \| \| 2e \| Enric Mas \| Espagne \| Movistar Team \| + 7 s \| \| 3e \| Primož Roglič \| Slovénie \| Red Bull-Bora-Hansgrohe \| + 10 s \| \| 4e \| Richard Carapaz \| Équateur \| EF Education-EasyPost \| + 12 s \| \| 5e \| Urko Berrade \| Espagne \| Equipo Kern Pharma \| + 14 s \| \| 6e \| Ben O'Connor \| Australie \| Decathlon-AG2R La Mondiale \| + 14 s \| \| 7e \| David Gaudu \| France \| Groupama-FDJ \| + 21 s \| \| 8e \| Mikel Landa \| Espagne \| Soudal Quick-Step \| + 23 s \| \| 9e \| Florian Lipowitz \| Allemagne \| Red Bull-Bora-Hansgrohe \| + 37 s \| \| 10e \| Mattias Skjelmose \| Danemark \| Lidl-Trek \| + 37 s \| |                   |           |                            |                 |
| |                   |           |                            |                 |
| Source : ProCyclingStats |                   |           |                            |                 |
| Classement de l'étape |                   |           |                            |                 |
| Coureur | Coureur           | Pays      | Équipe                     | Temps           |
| 1er | Eddie Dunbar      | Irlande   | Team Jayco AlUla           | 4 h 38 min 37 s |
| 2e | Enric Mas         | Espagne   | Movistar Team              | + 7 s           |
| 3e | Primož Roglič     | Slovénie  | Red Bull-Bora-Hansgrohe    | + 10 s          |
| 4e | Richard Carapaz   | Équateur  | EF Education-EasyPost      | + 12 s          |
| 5e | Urko Berrade      | Espagne   | Equipo Kern Pharma         | + 14 s          |
| 6e | Ben O'Connor      | Australie | Decathlon-AG2R La Mondiale | + 14 s          |
| 7e | David Gaudu       | France    | Groupama-FDJ               | + 21 s          |
| 8e | Mikel Landa       | Espagne   | Soudal Quick-Step          | + 23 s          |
| 9e | Florian Lipowitz  | Allemagne | Red Bull-Bora-Hansgrohe    | + 37 s          |
| 10e | Mattias Skjelmose | Danemark  | Lidl-Trek                  | + 37 s          |

### Points attribués pour le classement du meilleur grimpeur
| Las Estacas de Trueba (km 34,2) 3e catégorie (9,2 km à 3,1%) | Las Estacas de Trueba (km 34,2) 3e catégorie (9,2 km à 3,1%) | Las Estacas de Trueba (km 34,2) 3e catégorie (9,2 km à 3,1%) | Las Estacas de Trueba (km 34,2) 3e catégorie (9,2 km à 3,1%) | Las Estacas de Trueba (km 34,2) 3e catégorie (9,2 km à 3,1%) |
| ------------------------------------------------------------ | ------------------------------------------------------------ | ------------------------------------------------------------ | ------------------------------------------------------------ | ------------------------------------------------------------ |
|                                                              | Coureur                                                      | Pays                                                         | Équipe                                                       | Point(s)                                                     |
| 1er                                                          | Jay Vine                                                     | Australie                                                    | UAE Team Emirates                                            | 3                                                            |
| 2e                                                           | Pablo Castrillo                                              | Espagne                                                      | Equipo Kern Pharma                                           | 2                                                            |
| 3e                                                           | Marco Frigo                                                  | Italie                                                       | Israel-Premier Tech                                          | 1                                                            |
| modifier                                                     |                                                              |                                                              |                                                              |                                                              |

| Puerto de la Braguía (km 55) 3e catégorie (5,8 km à ,9%) | Puerto de la Braguía (km 55) 3e catégorie (5,8 km à ,9%) | Puerto de la Braguía (km 55) 3e catégorie (5,8 km à ,9%) | Puerto de la Braguía (km 55) 3e catégorie (5,8 km à ,9%) | Puerto de la Braguía (km 55) 3e catégorie (5,8 km à ,9%) |
| -------------------------------------------------------- | -------------------------------------------------------- | -------------------------------------------------------- | -------------------------------------------------------- | -------------------------------------------------------- |
|                                                          | Coureur                                                  | Pays                                                     | Équipe                                                   | Point(s)                                                 |
| 1er                                                      | Jay Vine                                                 | Australie                                                | UAE Team Emirates                                        | 3                                                        |
| 2e                                                       | Pablo Castrillo                                          | Espagne                                                  | Equipo Kern Pharma                                       | 2                                                        |
| 3e                                                       | Marc Soler                                               | Espagne                                                  | UAE Team Emirates                                        | 1                                                        |
| modifier                                                 |                                                          |                                                          |                                                          |                                                          |

| Alto del Caracol (km 74) 2e catégorie (10,8 km à 5,4%) | Alto del Caracol (km 74) 2e catégorie (10,8 km à 5,4%) | Alto del Caracol (km 74) 2e catégorie (10,8 km à 5,4%) | Alto del Caracol (km 74) 2e catégorie (10,8 km à 5,4%) | Alto del Caracol (km 74) 2e catégorie (10,8 km à 5,4%) |
| ------------------------------------------------------ | ------------------------------------------------------ | ------------------------------------------------------ | ------------------------------------------------------ | ------------------------------------------------------ |
|                                                        | Coureur                                                | Pays                                                   | Équipe                                                 | Point(s)                                               |
| 1er                                                    | Jay Vine                                               | Australie                                              | UAE Team Emirates                                      | 5                                                      |
| 2e                                                     | Marc Soler                                             | Espagne                                                | UAE Team Emirates                                      | 3                                                      |
| 3e                                                     | Clément Berthet                                        | France                                                 | Decathlon-AG2R La Mondiale                             | 1                                                      |
| modifier                                               |                                                        |                                                        |                                                        |                                                        |

| Portillo de Lunada (km 93) 1re catégorie (14 km à 6,1%) | Portillo de Lunada (km 93) 1re catégorie (14 km à 6,1%) | Portillo de Lunada (km 93) 1re catégorie (14 km à 6,1%) | Portillo de Lunada (km 93) 1re catégorie (14 km à 6,1%) | Portillo de Lunada (km 93) 1re catégorie (14 km à 6,1%) |
| ------------------------------------------------------- | ------------------------------------------------------- | ------------------------------------------------------- | ------------------------------------------------------- | ------------------------------------------------------- |
|                                                         | Coureur                                                 | Pays                                                    | Équipe                                                  | Point(s)                                                |
| 1er                                                     | Marc Soler                                              | Espagne                                                 | UAE Team Emirates                                       | 10                                                      |
| 2e                                                      | Jay Vine                                                | Australie                                               | UAE Team Emirates                                       | 6                                                       |
| 3e                                                      | Marco Frigo                                             | Italie                                                  | Israel-Premier Tech                                     | 4                                                       |
| 4e                                                      | Pablo Castrillo                                         | Espagne                                                 | Equipo Kern Pharma                                      | 2                                                       |
| 5e                                                      | Clément Berthet                                         | France                                                  | Decathlon-AG2R La Mondiale                              | 1                                                       |
| modifier                                                |                                                         |                                                         |                                                         |                                                         |

| Portillo de la Sía (km 111,4) 2e catégorie (7,2 km à 6,1%) | Portillo de la Sía (km 111,4) 2e catégorie (7,2 km à 6,1%) | Portillo de la Sía (km 111,4) 2e catégorie (7,2 km à 6,1%) | Portillo de la Sía (km 111,4) 2e catégorie (7,2 km à 6,1%) | Portillo de la Sía (km 111,4) 2e catégorie (7,2 km à 6,1%) |
| ---------------------------------------------------------- | ---------------------------------------------------------- | ---------------------------------------------------------- | ---------------------------------------------------------- | ---------------------------------------------------------- |
|                                                            | Coureur                                                    | Pays                                                       | Équipe                                                     | Point(s)                                                   |
| 1er                                                        | Marc Soler                                                 | Espagne                                                    | UAE Team Emirates                                          | 5                                                          |
| 2e                                                         | Jay Vine                                                   | Australie                                                  | UAE Team Emirates                                          | 3                                                          |
| 3e                                                         | Marco Frigo                                                | Italie                                                     | Israel-Premier Tech                                        | 1                                                          |
| modifier                                                   |                                                            |                                                            |                                                            |                                                            |

| Puerto de Los Tornos (km 146,4) 1re catégorie (11,3 km à 6%) | Puerto de Los Tornos (km 146,4) 1re catégorie (11,3 km à 6%) | Puerto de Los Tornos (km 146,4) 1re catégorie (11,3 km à 6%) | Puerto de Los Tornos (km 146,4) 1re catégorie (11,3 km à 6%) | Puerto de Los Tornos (km 146,4) 1re catégorie (11,3 km à 6%) |
| ------------------------------------------------------------ | ------------------------------------------------------------ | ------------------------------------------------------------ | ------------------------------------------------------------ | ------------------------------------------------------------ |
|                                                              | Coureur                                                      | Pays                                                         | Équipe                                                       | Point(s)                                                     |
| 1er                                                          | Pavel Sivakov                                                | France                                                       | UAE Team Emirates                                            | 10                                                           |
| 2e                                                           | Enric Mas                                                    | Espagne                                                      | Movistar Team                                                | 6                                                            |
| 3e                                                           | Roger Adrià                                                  | Espagne                                                      | Red Bull-Bora-Hansgrohe                                      | 4                                                            |
| 4e                                                           | Jay Vine                                                     | Australie                                                    | UAE Team Emirates                                            | 2                                                            |
| 5e                                                           | Richard Carapaz                                              | Équateur                                                     | EF Education-EasyPost                                        | 1                                                            |
| modifier                                                     |                                                              |                                                              |                                                              |                                                              |

### Bonifications
| \| \| Coureur \| Pays \| Équipe \| Secondes \| \| - \| ------------- \| ------- \| ----------------------- \| -------- \| \| 1 \| Pavel Sivakov \| France \| UAE Team Emirates \| 6 s \| \| 2 \| Enric Mas \| Espagne \| Movistar Team \| 4 s \| \| 3 \| Roger Adrià \| Espagne \| Red Bull-Bora-Hansgrohe \| 2 s \| |               |         |                         |          |
| | Coureur       | Pays    | Équipe                  | Secondes |
| 1 | Pavel Sivakov | France  | UAE Team Emirates       | 6 s      |
| 2 | Enric Mas     | Espagne | Movistar Team           | 4 s      |
| 3 | Roger Adrià   | Espagne | Red Bull-Bora-Hansgrohe | 2 s      |

## Classements à l'issue de l'étape

### Classement général
| \| Classement général \| Classement général \| Classement général \| Classement général \| Classement général \| \| Coureur \| Coureur \| Pays \| Équipe \| Temps \| \| ------------------ \| ------------------ \| ------------------ \| -------------------------- \| ------------------ \| \| 1er \| Primož Roglič \| Slovénie \| Red Bull-Bora-Hansgrohe \| 81 h 22 min 19 s \| \| 2e \| Ben O'Connor \| Australie \| Decathlon-AG2R La Mondiale \| + 2 min 02 s \| \| 3e \| Enric Mas \| Espagne \| Movistar Team \| + 2 min 11 s \| \| 4e \| Richard Carapaz \| Équateur \| EF Education-EasyPost \| + 3 min 00 s \| \| 5e \| David Gaudu \| France \| Groupama-FDJ \| + 4 min 48 s \| \| 6e \| Mattias Skjelmose \| Danemark \| Lidl-Trek \| + 5 min 18 s \| \| 7e \| Florian Lipowitz \| Allemagne \| Red Bull-Bora-Hansgrohe \| + 6 min 26 s \| \| 8e \| Mikel Landa \| Espagne \| Soudal Quick-Step \| + 6 min 57 s \| \| 9e \| Pavel Sivakov \| France \| UAE Team Emirates \| + 8 min 50 s \| \| 10e \| Carlos Rodríguez \| Espagne \| Ineos Grenadiers \| + 10 min 31 s \| |                   |           |                            |                  |
| |                   |           |                            |                  |
| Source : ProCyclingStats |                   |           |                            |                  |
| Classement général |                   |           |                            |                  |
| Coureur | Coureur           | Pays      | Équipe                     | Temps            |
| 1er | Primož Roglič     | Slovénie  | Red Bull-Bora-Hansgrohe    | 81 h 22 min 19 s |
| 2e | Ben O'Connor      | Australie | Decathlon-AG2R La Mondiale | + 2 min 02 s     |
| 3e | Enric Mas         | Espagne   | Movistar Team              | + 2 min 11 s     |
| 4e | Richard Carapaz   | Équateur  | EF Education-EasyPost      | + 3 min 00 s     |
| 5e | David Gaudu       | France    | Groupama-FDJ               | + 4 min 48 s     |
| 6e | Mattias Skjelmose | Danemark  | Lidl-Trek                  | + 5 min 18 s     |
| 7e | Florian Lipowitz  | Allemagne | Red Bull-Bora-Hansgrohe    | + 6 min 26 s     |
| 8e | Mikel Landa       | Espagne   | Soudal Quick-Step          | + 6 min 57 s     |
| 9e | Pavel Sivakov     | France    | UAE Team Emirates          | + 8 min 50 s     |
| 10e | Carlos Rodríguez  | Espagne   | Ineos Grenadiers           | + 10 min 31 s    |

| Classement par points | Classement par points | Classement par points | Classement par points     | Classement par points |
| Coureur               | Coureur               | Pays                  | Équipe                    | Points                |
| --------------------- | --------------------- | --------------------- | ------------------------- | --------------------- |
| 1er                   | Kaden Groves          | Australie             | Alpecin-Deceuninck        | 226 pts               |
| 2e                    | Primož Roglič         | Slovénie              | Red Bull-Bora-Hansgrohe   | 123 pts               |
| 3e                    | Max Poole             | Royaume-Uni           | Team dsm-firmenich PostNL | 118 pts               |
| 4e                    | Pablo Castrillo       | Espagne               | Equipo Kern Pharma        | 117 pts               |
| 5e                    | Pavel Bittner         | Tchéquie              | Team dsm-firmenich PostNL | 106 pts               |
| 6e                    | Enric Mas             | Espagne               | Movistar Team             | 102 pts               |
| 7e                    | Mathias Vacek         | Tchéquie              | Lidl-Trek                 | 100 pts               |
| 8e                    | Marc Soler            | Espagne               | UAE Team Emirates         | 98 pts                |
| 9e                    | Harold Tejada         | Colombie              | Astana Qazaqstan Team     | 95 pts                |
| 10e                   | Urko Berrade          | Espagne               | Equipo Kern Pharma        | 89 pts                |

| Classement par points | Classement par points | Classement par points | Classement par points     | Classement par points |
| Coureur               | Coureur               | Pays                  | Équipe                    | Points                |
| --------------------- | --------------------- | --------------------- | ------------------------- | --------------------- |
| 1er                   | Kaden Groves          | Australie             | Alpecin-Deceuninck        | 226 pts               |
| 2e                    | Primož Roglič         | Slovénie              | Red Bull-Bora-Hansgrohe   | 123 pts               |
| 3e                    | Max Poole             | Royaume-Uni           | Team dsm-firmenich PostNL | 118 pts               |
| 4e                    | Pablo Castrillo       | Espagne               | Equipo Kern Pharma        | 117 pts               |
| 5e                    | Pavel Bittner         | Tchéquie              | Team dsm-firmenich PostNL | 106 pts               |
| 6e                    | Enric Mas             | Espagne               | Movistar Team             | 102 pts               |
| 7e                    | Mathias Vacek         | Tchéquie              | Lidl-Trek                 | 100 pts               |
| 8e                    | Marc Soler            | Espagne               | UAE Team Emirates         | 98 pts                |
| 9e                    | Harold Tejada         | Colombie              | Astana Qazaqstan Team     | 95 pts                |
| 10e                   | Urko Berrade          | Espagne               | Equipo Kern Pharma        | 89 pts                |

| Classement de la montagne | Classement de la montagne | Classement de la montagne | Classement de la montagne | Classement de la montagne |
| Coureur                   | Coureur                   | Pays                      | Équipe                    | Points                    |
| ------------------------- | ------------------------- | ------------------------- | ------------------------- | ------------------------- |
| 1er                       | Jay Vine                  | Australie                 | UAE Team Emirates         | 78 pts                    |
| 2e                        | Marc Soler                | Espagne                   | UAE Team Emirates         | 76 pts                    |
| 3e                        | Pablo Castrillo           | Espagne                   | Equipo Kern Pharma        | 43 pts                    |
| 4e                        | Primož Roglič             | Slovénie                  | Red Bull-Bora-Hansgrohe   | 32 pts                    |
| 5e                        | Marco Frigo               | Italie                    | Israel-Premier Tech       | 32 pts                    |
| 6e                        | Enric Mas                 | Espagne                   | Movistar Team             | 28 pts                    |
| 7e                        | Filippo Zana              | Italie                    | Team Jayco AlUla          | 27 pts                    |
| 8e                        | Pavel Sivakov             | France                    | UAE Team Emirates         | 26 pts                    |
| 9e                        | Aleksandr Vlasov          | Bannière neutre           | Red Bull-Bora-Hansgrohe   | 25 pts                    |
| 10e                       | David Gaudu               | France                    | Groupama-FDJ              | 24 pts                    |

| Classement de la montagne | Classement de la montagne | Classement de la montagne | Classement de la montagne | Classement de la montagne |
| Coureur                   | Coureur                   | Pays                      | Équipe                    | Points                    |
| ------------------------- | ------------------------- | ------------------------- | ------------------------- | ------------------------- |
| 1er                       | Jay Vine                  | Australie                 | UAE Team Emirates         | 78 pts                    |
| 2e                        | Marc Soler                | Espagne                   | UAE Team Emirates         | 76 pts                    |
| 3e                        | Pablo Castrillo           | Espagne                   | Equipo Kern Pharma        | 43 pts                    |
| 4e                        | Primož Roglič             | Slovénie                  | Red Bull-Bora-Hansgrohe   | 32 pts                    |
| 5e                        | Marco Frigo               | Italie                    | Israel-Premier Tech       | 32 pts                    |
| 6e                        | Enric Mas                 | Espagne                   | Movistar Team             | 28 pts                    |
| 7e                        | Filippo Zana              | Italie                    | Team Jayco AlUla          | 27 pts                    |
| 8e                        | Pavel Sivakov             | France                    | UAE Team Emirates         | 26 pts                    |
| 9e                        | Aleksandr Vlasov          | Bannière neutre           | Red Bull-Bora-Hansgrohe   | 25 pts                    |
| 10e                       | David Gaudu               | France                    | Groupama-FDJ              | 24 pts                    |

| Classement du meilleur jeune | Classement du meilleur jeune | Classement du meilleur jeune | Classement du meilleur jeune | Classement du meilleur jeune |
| Coureur                      | Coureur                      | Pays                         | Équipe                       | Temps                        |
| ---------------------------- | ---------------------------- | ---------------------------- | ---------------------------- | ---------------------------- |
| 1er                          | Mattias Skjelmose            | Danemark                     | Lidl-Trek                    | 81 h 27 min 37 s             |
| 2e                           | Florian Lipowitz             | Allemagne                    | Red Bull-Bora-Hansgrohe      | + 1 min 08 s                 |
| 3e                           | Carlos Rodríguez             | Espagne                      | Ineos Grenadiers             | + 5 min 13 s                 |
| 4e                           | Matthew Riccitello           | États-Unis                   | Israel-Premier Tech          | + 1 h 38 min 59 s            |
| 5e                           | Max Poole                    | Royaume-Uni                  | Team dsm-firmenich PostNL    | + 1 h 49 min 41 s            |
| 6e                           | Isaac Del Toro               | Mexique                      | UAE Team Emirates            | + 1 h 51 min 28 s            |
| 7e                           | Giovanni Aleotti             | Italie                       | Red Bull-Bora-Hansgrohe      | + 1 h 52 min 14 s            |
| 8e                           | William Junior Lecerf        | Belgique                     | Soudal Quick-Step            | + 2 h 07 min 38 s            |
| 9e                           | Valentin Paret-Peintre       | France                       | Decathlon-AG2R La Mondiale   | + 2 h 08 min 09 s            |
| 10e                          | Gianmarco Garofoli           | Italie                       | Astana Qazaqstan Team        | + 2 h 15 min 03 s            |

| Classement du meilleur jeune | Classement du meilleur jeune | Classement du meilleur jeune | Classement du meilleur jeune | Classement du meilleur jeune |
| Coureur                      | Coureur                      | Pays                         | Équipe                       | Temps                        |
| ---------------------------- | ---------------------------- | ---------------------------- | ---------------------------- | ---------------------------- |
| 1er                          | Mattias Skjelmose            | Danemark                     | Lidl-Trek                    | 81 h 27 min 37 s             |
| 2e                           | Florian Lipowitz             | Allemagne                    | Red Bull-Bora-Hansgrohe      | + 1 min 08 s                 |
| 3e                           | Carlos Rodríguez             | Espagne                      | Ineos Grenadiers             | + 5 min 13 s                 |
| 4e                           | Matthew Riccitello           | États-Unis                   | Israel-Premier Tech          | + 1 h 38 min 59 s            |
| 5e                           | Max Poole                    | Royaume-Uni                  | Team dsm-firmenich PostNL    | + 1 h 49 min 41 s            |
| 6e                           | Isaac Del Toro               | Mexique                      | UAE Team Emirates            | + 1 h 51 min 28 s            |
| 7e                           | Giovanni Aleotti             | Italie                       | Red Bull-Bora-Hansgrohe      | + 1 h 52 min 14 s            |
| 8e                           | William Junior Lecerf        | Belgique                     | Soudal Quick-Step            | + 2 h 07 min 38 s            |
| 9e                           | Valentin Paret-Peintre       | France                       | Decathlon-AG2R La Mondiale   | + 2 h 08 min 09 s            |
| 10e                          | Gianmarco Garofoli           | Italie                       | Astana Qazaqstan Team        | + 2 h 15 min 03 s            |

| Classement par équipes | Classement par équipes     | Classement par équipes | Classement par équipes |
| Équipe                 | Équipe                     | Pays                   | Temps                  |
| ---------------------- | -------------------------- | ---------------------- | ---------------------- |
| 1re                    | UAE Team Emirates          | Émirats arabes unis    | 243 h 49 min 54 s      |
| 2e                     | Red Bull-Bora-Hansgrohe    | Allemagne              | + 34 min 20 s          |
| 3e                     | Decathlon-AG2R La Mondiale | France                 | + 1 h 21 min 54 s      |
| 4e                     | Team Visma \| Lease a Bike | Pays-Bas               | + 1 h 51 min 14 s      |
| 5e                     | Groupama-FDJ               | France                 | + 2 h 15 min 44 s      |
| 6e                     | Soudal Quick-Step          | Belgique               | + 2 h 27 min 40 s      |
| 7e                     | Movistar Team              | Espagne                | + 2 h 46 min 14 s      |
| 8e                     | Lidl-Trek                  | États-Unis             | + 2 h 47 min 32 s      |
| 9e                     | Equipo Kern Pharma         | Espagne                | + 2 h 51 min 57 s      |
| 10e                    | Ineos Grenadiers           | Royaume-Uni            | + 3 h 15 min 33 s      |

| Classement par équipes | Classement par équipes     | Classement par équipes | Classement par équipes |
| Équipe                 | Équipe                     | Pays                   | Temps                  |
| ---------------------- | -------------------------- | ---------------------- | ---------------------- |
| 1re                    | UAE Team Emirates          | Émirats arabes unis    | 243 h 49 min 54 s      |
| 2e                     | Red Bull-Bora-Hansgrohe    | Allemagne              | + 34 min 20 s          |
| 3e                     | Decathlon-AG2R La Mondiale | France                 | + 1 h 21 min 54 s      |
| 4e                     | Team Visma \| Lease a Bike | Pays-Bas               | + 1 h 51 min 14 s      |
| 5e                     | Groupama-FDJ               | France                 | + 2 h 15 min 44 s      |
| 6e                     | Soudal Quick-Step          | Belgique               | + 2 h 27 min 40 s      |
| 7e                     | Movistar Team              | Espagne                | + 2 h 46 min 14 s      |
| 8e                     | Lidl-Trek                  | États-Unis             | + 2 h 47 min 32 s      |
| 9e                     | Equipo Kern Pharma         | Espagne                | + 2 h 51 min 57 s      |
| 10e                    | Ineos Grenadiers           | Royaume-Uni            | + 3 h 15 min 33 s      |

## Abandons
Trois coureurs ont abandonné au cours de l'étape : 
- Daniel Martínez (Red Bull-Bora-Hansgrohe) : abandon
- Nico Denz (Red Bull-Bora-Hansgrohe) : hors-délais
- Patrick Gamper (Red Bull-Bora-Hansgrohe) : abandon
- Txomin Juaristi (Euskaltel-Euskadi) : abandon